# Jolanda Modio
Jolanda Modio, née en 1946, est une actrice italienne.

## Biographie
Jolanda Modio a joué un petit rôle dans Casanova 70 et un rôle plus important dans Le Dernier Face à face, ; dans Nel raggio del mio braccio de Giorgio Trentin (it) en 1971, elle incarne une femme en forte dépression à tendances suicidaires qui se soumet à une psychothérapie intense.

## Filmographie

### Cinéma
- 1964 : Le Gladiateur magnifique (Il magnifico gladiatore), d'Alfonso Brescia : Cléa
- 1965 : Casanova 70, de Mario Monicelli : Addolorata
- 1965 : L'irreparabile, épisode de Les Amants latins (Gli amanti latini), de Mario Costa : Lucia Trepani
- 1965 : Us et coutumes, épisode de À l'italienne (Made in Italy), de Nanni Loy : Rosalia
- 1967 : Un dollar entre les dents (Un dollaro tra i denti), de Luigi Vanzi : Chica
- 1967 : Le Dernier Face à face (Faccia a faccia), de Sergio Sollima : Maria[3]
- 1969 : Adios Caballero (Uno dopo l'altro), de Nick Nostro : Tina
- 1970 : Sartana dans la vallée des vautours (Sartana nella valle degli avvoltoi), de Roberto Mauri : Juanita
- 1970 : La Modification, de Michel Worms : jeune mariée
- 1971 : Nel raggio del mio braccio, de Giorgio Trentin

### Télévision
- 1966 : Pan Tau, téléfilm de Jindrich Polák : petite amie de l'homme fort
- 1971 : Il segno del comando, mini-série de Daniele D'Anza, épisode 4 : jeune femme
- 1974 : Sotto il placido Don, mini-série de Vittorio Cottafavi, épisode 1 : Natalja Goncarova